# Meccanica celeste
La meccanica celeste è la branca della meccanica classica che studia il movimento dei corpi celesti, in particolare pianeti, satelliti naturali ed artificiali, asteroidi e comete da un punto di vista fisico-matematico. Il problema principale delle meccaniche celesti riguarda la stabilità del sistema solare. Tale problema si può affrontare attraverso tecniche matematiche, note con il nome di teoria delle perturbazioni, oppure tramite integrazioni delle equazioni del moto effettuate al calcolatore.
Altri problemi di interesse della meccanica celeste sono le risonanze orbitali, le interazioni tra la rivoluzione e la rotazione (risonanze spin-orbita), la dinamica degli asteroidi e degli oggetti di Kuiper, la determinazione delle orbite di sistemi planetari extra-solari e le applicazioni relative all'astronautica.

## Storia
Lo studio delle meccaniche celesti è rinvenibile in tutte le civiltà antiche. Nei complessi sistemi dell'astronomia babilonese e di quella egizia, ad esempio, i comportamenti degli astri calcolabili tramite modelli matematici consentivano di effettuare previsioni a lungo termine soprattutto in campo astrologico. 
La regolarità del meccanismo dei corpi celesti, governato dagli Dei, permetteva di scandire il tempo con l'ausilio delle meridiane e dei primi orologi astronomici.

Schema della macchina di Anticitera, sofisticato planetario greco usato per calcolare il sorgere del Sole, le fasi lunari e i movimenti dei cinque pianeti allora conosciuti.

Anche i pitagorici concepivano l'universo come un cosmo, cioè un insieme razionalmente ordinato che rispondeva ad esigenze esoteriche e religiose, nel quale i pianeti compivano movimenti armonici secondo precisi rapporti matematici, generando un suono sublime e celestiale chiamato «musica delle sfere».
All'ambito dell'astronomia greca apparteneva infatti il concetto di sfere celesti, cioè di strati o porzioni circolari di cielo che si muovevano avendo come unico centro di rotazione la Terra. Su ognuna di esse vi era incastonato un pianeta che esse trascinavano con sé nel loro movimento: al di sopra del mondo sublunare vi era così il cielo della Luna, di Mercurio, di Venere, del Sole, di Marte, di Giove, e di Saturno.
Nella cosmologia aristotelica e neoplatonica, queste sfere corrispondevano non solo ad un cerchio nello spazio, ma anche ad uno stato di coscienza progressivamente più elevato, ognuno presieduto da un'intelligenza motrice, responsabile del loro movimento in quanto espressione del proprio anelito al divino.

Raffronto sincronizzato dell'orbita di Marte fra la visione eliocentrica e quella geocentrica: in quest'ultima il pianeta percorre un epiciclo che giustifichi il suo apparente moto retrogrado visto dalla Terra.

Poiché tuttavia i vari pianeti sembravano seguire una traiettoria irregolare (in greco πλάνητες, plànētes, che significa appunto «errante»), a differenza del Sole e delle stelle più lontane dette perciò «fisse», gli astronomi greci teorizzarono che ognuno di essi fosse mosso non da una, ma da un insieme di più sfere, le cui combinazioni rendessero ragione degli spostamenti planetari altrimenti inspiegabili come quelli retrogradi ed i loro stazionamenti periodici.
Per colmare ulteriori lacune nella spiegazione delle meccaniche celesti, Apollonio di Perga introdusse un nuovo accorgimento, secondo cui i pianeti avrebbero ruotato con velocità costante su di un'orbita circolare più piccola chiamata «epiciclo», mentre il centro di questi avrebbe ruotato attorno alla Terra percorrendo un cerchio più grande detto «deferente». In tal modo la rotazione dei pianeti poteva essere descritta con modelli matematici molto vicini alla realtà, capaci di riprodurre moti retrogradi e persino variazioni di distanza e luminosità del pianeta.

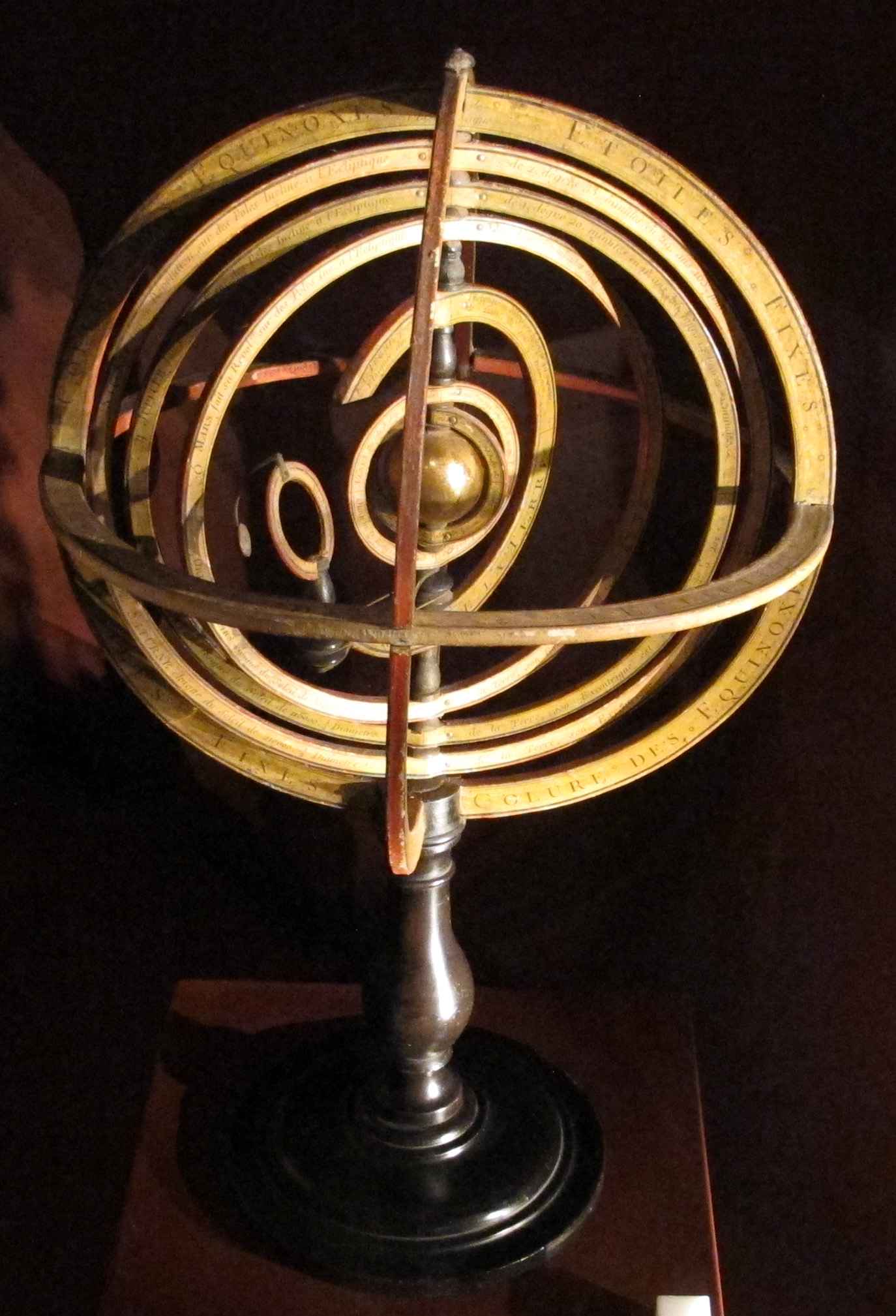
Una sfera armillare, che riproduce le diverse orbite ruotanti intorno alla Terra.

Claudio Tolomeo, infine, nel cercare di creare un modello quanto più preciso possibile che non differisse dalle osservazioni astronomiche, introdusse il concetto di equante, perfezionando l'ipotesi del sistema eccentrico secondo cui la Terra non era perfettamente al centro dell'orbita dei corpi celesti. 
E per ovviare al fatto che persino le stelle fisse possedevano un lento moto irregolare, dovuto alla precessione degli equinozi scoperta da Ipparco di Nicea, per cui sembravano tornare indietro per alcuni tratti rispetto alla normale direzione diurna, introdusse un nono cielo al di sopra di esse, identificandolo col primo mobile aristotelico. 
(Giovanni Virginio Schiaparelli, Le sfere omocentriche, § 1, Ulrico Hoepli Editore, 1875)

### La rivoluzione astronomica

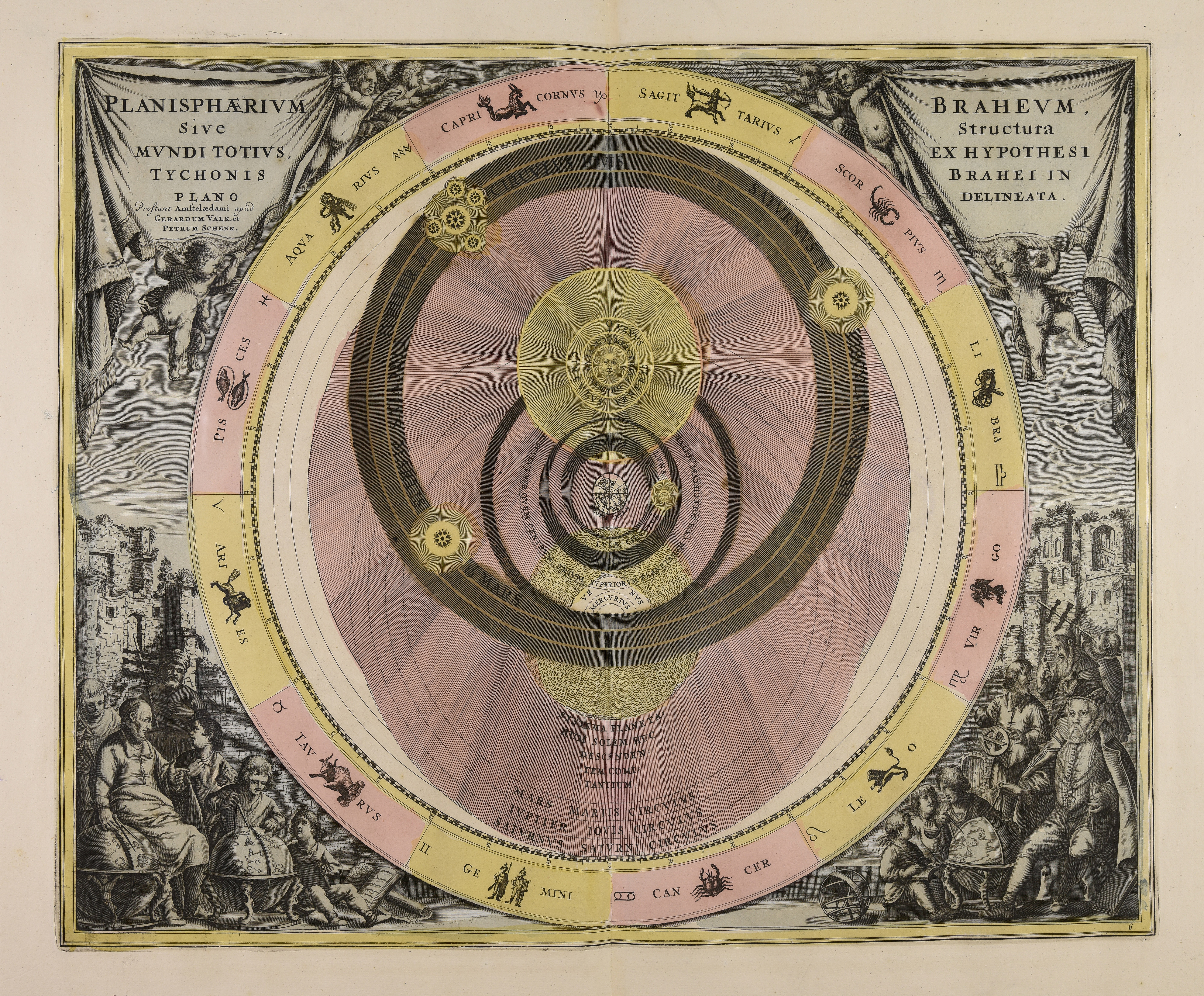
Il sistema ticonico, in cui la Terra è al centro mentre gli altri pianeti orbitano attorno al Sole.

A partire dal XVI secolo, con la rivoluzione copernicana che vedeva la Terra orbitare intorno al Sole con moto circolare, il movimento dei pianeti e le elongazioni di Mercurio e Venere vennero spiegati con maggiore semplicità, senza più ricorrere alla complicazione degli epicicli e dei deferenti.
Tycho Brahe tuttavia ideò un nuovo sistema geocentrico, che da lui prese il nome di ticonico, perfettamente equivalente al modello eliocentrico in base al principio della relatività generale del moto. Egli sostituì il concetto di sfere cristalline rigidamente concentriche con una visione di orbite planetarie intersecate fra loro: la Terra infatti era collocata immobile al centro dell'Universo, mentre attorno le orbitavano la Luna e il Sole, intorno al quale orbitavano a sua volta gli altri cinque pianeti allora conosciuti (Mercurio, Venere, Marte, Giove e Saturno).
Si deve a Giovanni Keplero il ritorno ad una concezione eliocentrica, oltre all'enunciazione delle tre leggi che da lui prendono il nome, secondo cui il moto dei pianeti anziché circolare descriveva un'ellisse, della quale il Sole occupava uno dei fuochi.. Queste leggi, che gettarono le basi della moderna meccanica celeste, nascevano pur sempre dall'esigenza neoplatonica di un universo armonico governato da gerarchie spirituali.

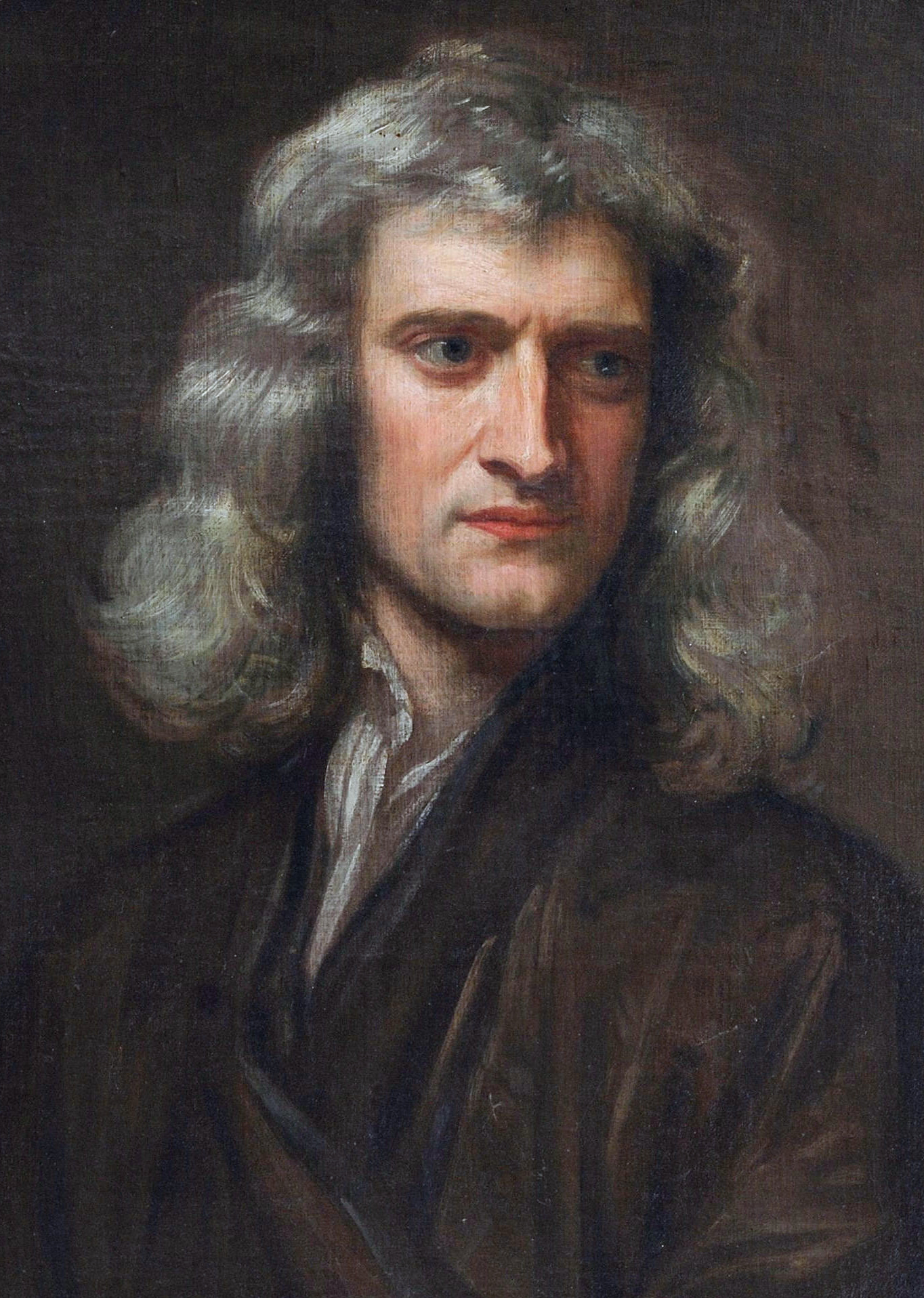
Isaac Newton, fondatore della
moderna meccanica celeste.

Il trattamento scientifico della meccanica celeste proseguì con Isaac Newton, che introdusse la legge di gravitazione universale nell'opera Principia del 1687. Egli propose il termine meccanica razionale per lo studio del moto dei corpi celesti. Oltre cento anni dopo fu Pierre-Simon Laplace ad introdurre la denominazione meccanica celeste.
Le tappe principali dell'astronomia moderna furono quindi le seguenti:
- Nel XVI secolo la rivoluzione copernicana. La teoria eliocentrica poneva il Sole, e non la Terra, al centro del sistema solare.
- Nel XVII secolo gli studi di Galileo Galilei e Keplero che contribuirono all'affermazione della visione eliocentrica.
- Nel 1687 la legge di gravitazione universale di Isaac Newton, che introdusse l'idea che gli oggetti del cielo e gli oggetti della terra obbedivano alle stesse leggi fisiche.
- Nel 1838 Friedrich Wilhelm Bessel misurò per primo la parallasse e la distanza di un'altra stella.
- Nel XX secolo l'avvento del computer ha aumentato enormemente la velocità e affidabilità dei complicati calcoli matematici, che in precedenza venivano fatti interamente a mano.

## Problematiche principali
I corpi del sistema solare sono osservati ormai da quattro secoli con grande accuratezza dagli astronomi. Le mutue interazioni di tali corpi, principalmente gravitazionali, danno luogo a moti anche molto complessi e difficili da prevedere al grado di precisione richiesto dalle osservazioni. La posizione della Luna è nota ad esempio con un errore di una decina di centimetri grazie alla tecnica del laser ranging.
Sono richieste di conseguenza tecniche molto raffinate per risolvere il problema degli n-corpi, tenendo conto delle possibili fonti di perturbazioni anche non gravitazionali, quali la pressione di radiazione e l'eventuale presenza di atmosfere, come nel caso dei satelliti che orbitano la terra a bassa quota. Anche limitandosi ai soli effetti gravitazionali il problema degli n-corpi risulta molto complesso dal punto di vista matematico, non ammettendo una soluzione per quadrature se non nel caso dei due corpi.

## Tecniche della meccanica celeste
Uno degli approcci a tale problema consiste nello studiare qualitativamente le equazioni differenziali al fine di determinare alcune caratteristiche globali del moto senza necessariamente calcolare le orbite nel dettaglio.
Tale studio qualitativo può fornire informazioni preziose: in taluni casi è possibile stabilire che il moto di un corpo è vincolato entro una superficie oppure decidere della stabilità a lungo termine di un'orbita.
Un altro approccio complementare consiste nel risolvere un problema approssimato, in genere il problema dei due corpi, e nell'aggiungere in seguito le correzioni, supposte piccole, che derivano dalla presenza degli altri corpi.
Infine la moderna tecnologia informatica consente di risolvere il problema per mezzo di opportuni algoritmi di integrazione numerica. Questa soluzione del problema tuttavia non sostituisce completamente le altre, a causa della dipendenza sensibile dalle condizioni iniziali, tipica dei sistemi caotici.